# Genealogia (1959)
Genealogia – podręcznik genealogii autorstwa Włodzimierza Dworzaczka. Składa się z dwóch części. Pierwszą stanowi właściwy podręcznik, drugi zawiera 183 tablice, przedstawiające genealogie rodzin panujących w Polsce i krajach sąsiednich oraz najważniejszych polskich rodzin magnackich. Jest to pierwsze i jak dotąd jedyne takie kompendium w polskiej literaturze historycznej.